# ملی شیپک دوم
ملی شیپک دوم (انگلیسی: Meli-Shipak II) فرمانروای بابل بود. در کتیبه‌های کشف شده در سال‌های اخیر مشخص شده او سی و سومین پادشاه کاسیان یا سلسله سوم بابل بود. او به مدت ۱۵ سال بین سالهای ۱۱۸۶–۱۱۷۲ قبل از میلاد سلطنت کرد. سلطنت او نقطهٔ هماهنگی مهم در گاه‌شماری خاور نزدیک باستان است.